# Плакун (село)
Плакун — упразднённое село в Архаринском районе Амурской области России. Исключено из учётных данных в 1974 году.

## География
Село располагалось на правом берегу реки Архара ниже впадения в неё реки Талакан, на расстоянии примерно 7 километра (по прямой) к востоку от села Могилевка.

## История
Село возникло в 1911 году. По данным на 1916 год состояло из 7 дворов (население составляло 45 человек) и входил в состав Буренской волости 7-го стана Амурского уезда Амурской области.
По данным 1926 года в Плакуне имелось 8 хозяйства (6 крестьянского типа и 2 прочих) и проживало 43 человека (23 мужчины и 20 женщин). В национальном составе населения преобладали белоруссы. В административном отношении входило в состав Могилевского сельсовета Хингано-Архаринского района Амурского округа Дальневосточного края.
Решением Амурского исполкома от 7 июня 1974 года № 253, село Плакун исключено из учётных данных как несуществующее.